# Вук Єремич
Вук Єремич (серб. Vuk Jeremić, Вук Јеремић; нар. 3 липня 1975, Белград) — сербський політик.

## Біографія
Він вивчав теоретичну фізику у Кембриджському університеті (Велика Британія). Він також навчався у Гарвардському інституті державного управління імені Джона Ф. Кеннеді (США). Під час свого перебування у Лондоні він працював у фінансових установах, таких як Deutsche Bank, Dresdner Kleinwort і AstraZeneca Pharmacuticals. Він був засновником і фінансовим менеджером Організації сербських студентів за кордоном, першої міжнародної організації сербських студентів, яка об'єднує кілька тисяч членів.
Після повалення режиму Слободана Мілошевича у жовтні 2000 року, Вук Єремич почав працювати консультантом у Міністерстві зв'язку і масових комунікацій Союзної Республіки Югославії. У 2003 році він перейшов до Міністерства оборони Сербії і Чорногорії у ранзі спеціального євроатлантичного посланника. З липня 2004 року по травень 2007 року він був радником з питань зовнішньої політики президента Сербії Бориса Тадича. Паралельно він входив до лав Демократичній партії, у лютому 2004 року він був обраний головою комітету у закордонних справах, а у лютому 2006 року він став членом головної ради партії.
15 травня 2007 він був призначений міністром закордонних справ у другому кабінеті прем'єр-міністр Воїслава Коштуніци. Після дострокових парламентських виборів у 2008 році, 7 липня того ж року був сформований новий уряд на чолі з Мірко Цветковичем, в якому Вук Єремич зберіг посаду міністра закордонних справ і обіймав її до 27 липня 2012 року. У вересні 2012 року він головував на 67-й черговій сесії Генеральної Асамблеї Організації Об'єднаних Націй.
На виборах у 2012 році він отримав мандат члена Народних зборів. У 2013 році він був виключений з Демократичної партії.